# 丘阿韋縣
丘阿韋縣（英語：Chuave District），是巴布亞新畿內亞的縣份之一，位於新畿內亞島中部，由欽布省負責管轄，首府設於丘阿韋，面積550平方公里，2011年人口39,021，人口密度每平方公里71人。